# باشگاه فوتبال کاتانیا
باشگاه فوتبال کاتانیا (به ایتالیایی: Calcio Catania) باشگاه فوتبال ایتالیایی است که در شهر کاتانیا قرار دارد.
این باشگاه در ۱۹۴۶ تأسیس شده‌است و هم‌اکنون در سری سی یعنی سومین سطح فوتبال حرفه‌ای در ایتالیا بازی می‌کند. این تیم در پایان فصل ۲۰۱۵–۲۰۱۴ سری بی به لحاظ امتیاز در جدول در ردهٔ پانزدهم قرار گرفته و در حالت عادی از سقوط نجات می‌یافت ولی در پی افشای دست داشتن این باشگاه در تبانی جهت تعیین نتیجهٔ چند مسابقهٔ آن فصل سری بی، با حکم دادگاه به تنزل به ردهٔ ۲۲ (آخر) و طبیعتاً سقوط به دستهٔ پایین‌تر و همچنین کسر ۹ امتیاز در رقابت‌های فصل بعد محکوم شده و متعاقباً تا فصل ۲۱-۲۰۲۰ موفق به بازگشت به سری بی نگردیده‌است.

## بازیکنان مشهور
• جوزپه ماسکارا
• ماریانو آندوخار
• پاپو گومز